# Grammy al millor àlbum de rock
El premi Grammy al millor àlbum de rock (Grammy Award for Best Rock Album) és entregat per The Recording Academy (oficialment, National Academy of Recording Arts and Sciences) dels Estats Units des de 1995, a artistes de gravacions per àlbums de qualitat en el gènere de música rock, per a "honorar la consecució artística, competència tècnica i excel·lència general en la indústria discogràfica, sense tenir en consideració les vendes d'àlbums o posició a les llistes".
Segons la guia de descripció de la categoria dels 52ns Grammy, el premi s'entrega "a àlbums de rock, rock dur o metal, vocal o instrumental, que continguin com a mínim el 51% de temps de reproducció de nou material gravat". Des de 1996, els destinataris dels premis han inclòs sovint els productors, enginyers de so i/o mescladors associats a l'obra proposada, a més dels artistes de la gravació.
El premi al millor àlbum de rock es va lliurar per primera vegada a la banda The Rolling Stones el 1995, i el nom de la categoria es manté sense canvis des de llavors. El grup Foo Fighters ostenta el rècord de més premis aconseguits d'aquesta categoria (quatre), i juntament amb Neil Young ocupen el rècord de la majoria de candidatures (sis), tot i que Young també té el rècord de la majoria de candidatures sense guanyar. Sheryl Crow, Green Day, U2 i Muse han aconseguit el premi en dues ocasions.

## Guardonats

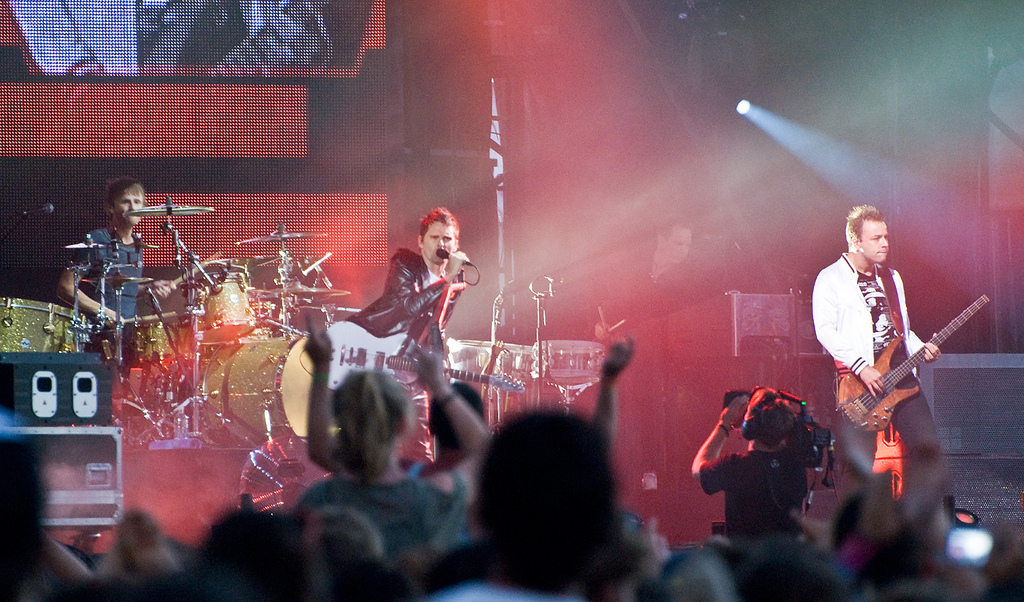
Muse, banda que ha estat guanyadora del premi en dues ocasions.

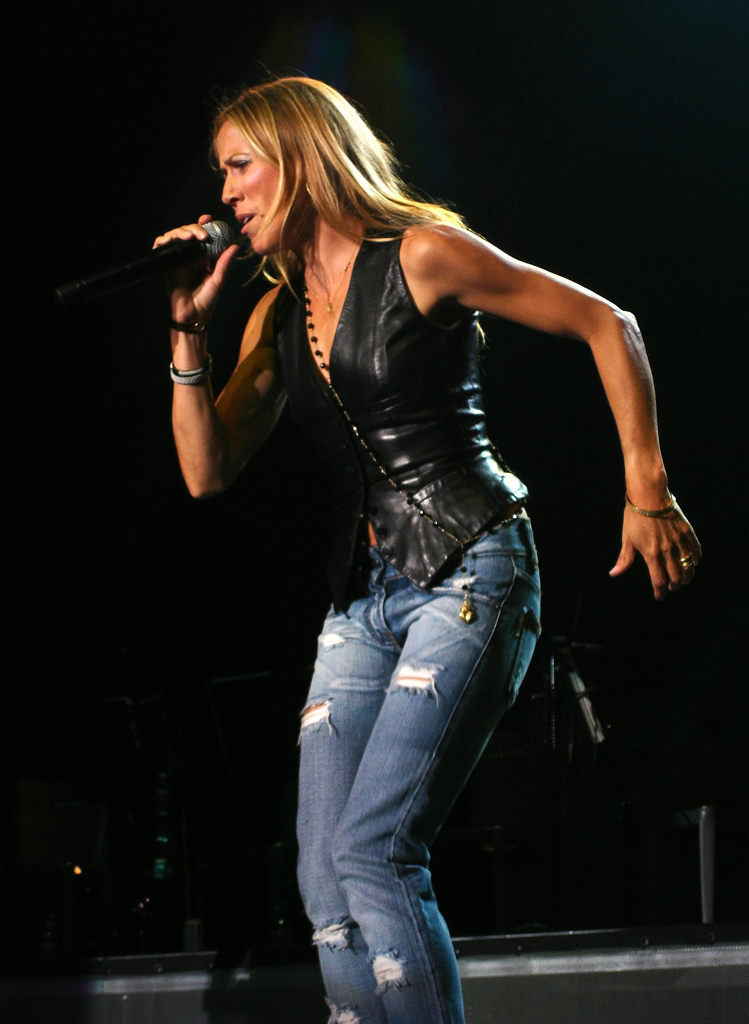
Sheryl Crow, guanyadora del premi en dues ocasions.

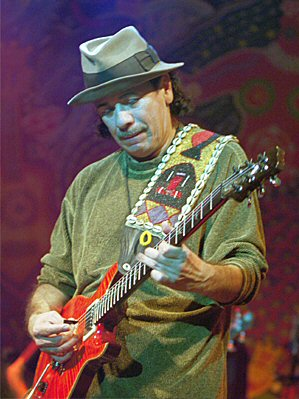
Carlos Santana, líder del grup Santana, guanyador l'any 2000.

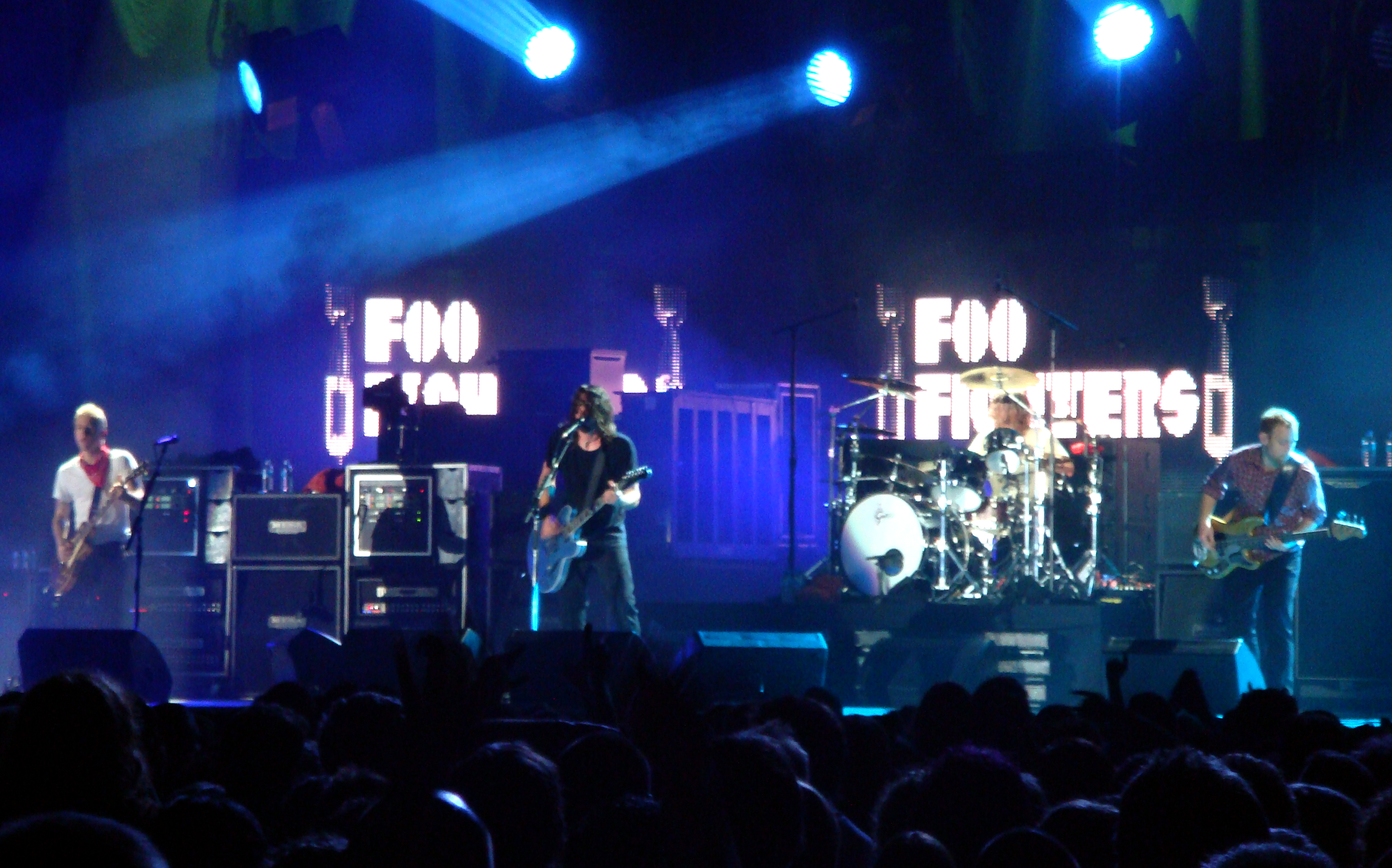
Foo Fighters, guanyadors del premi en quatre ocasions.

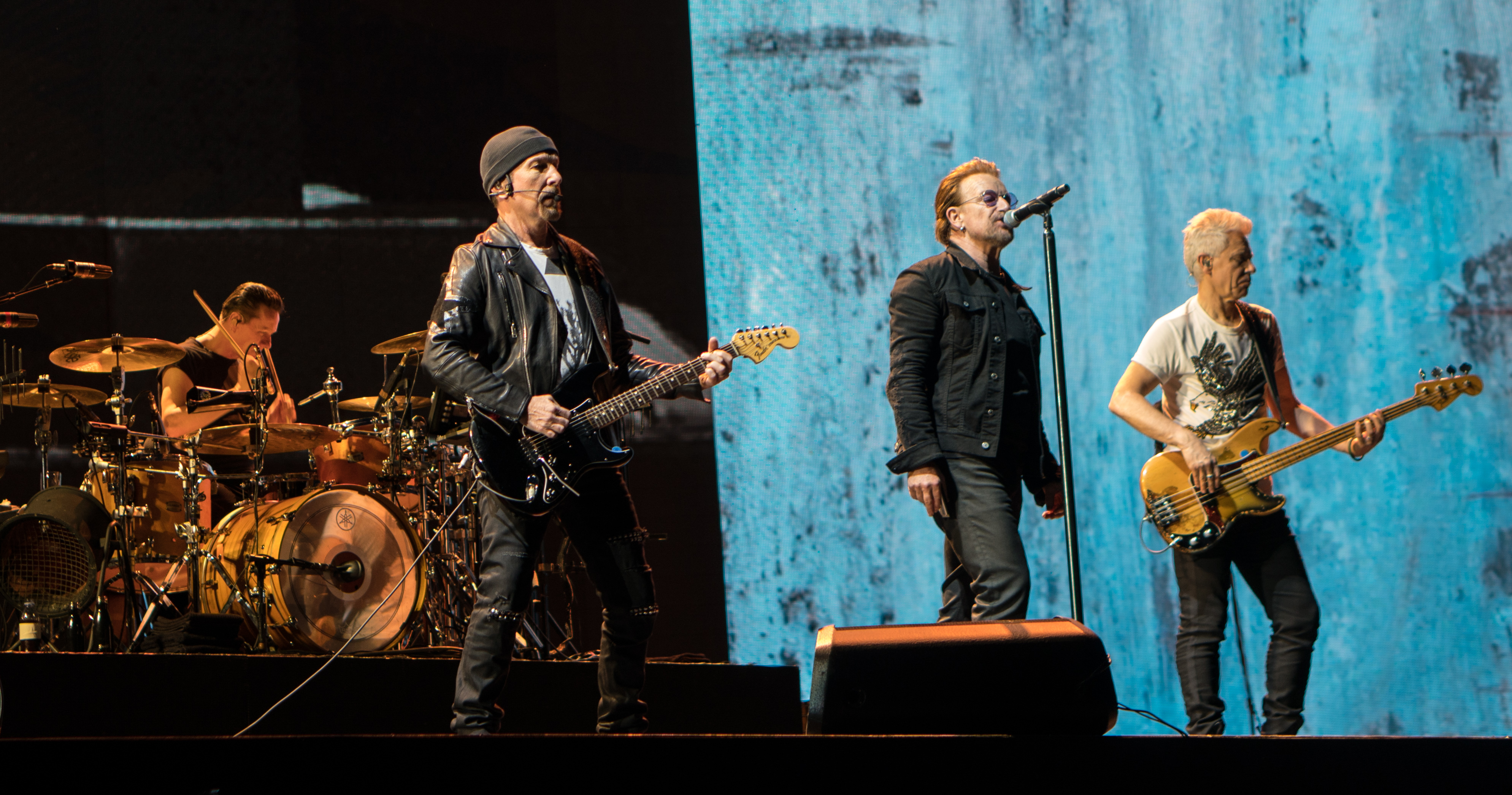
U2, guanyadors del premi en dues ocasions.

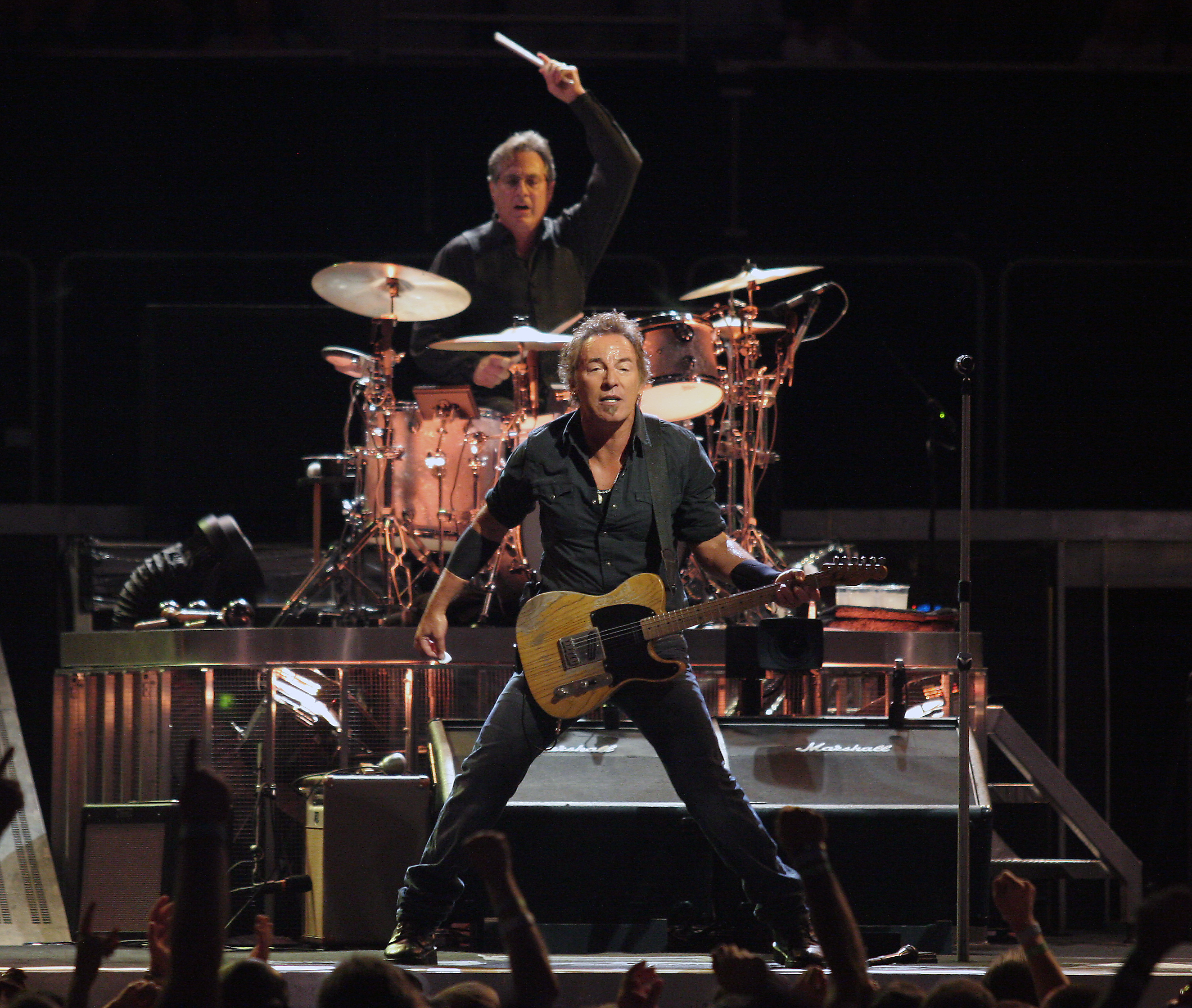
Bruce Springsteen, guanyador l'any 2003.

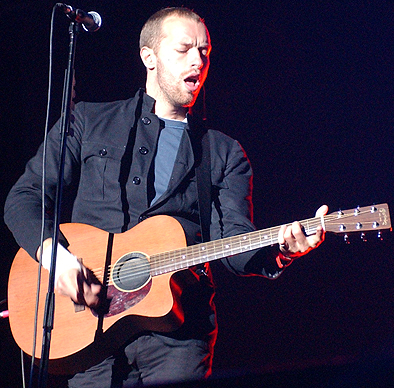
Chris Martin, líder de la banda Coldplay, guanyadors l'any 2009.

### Dècada del 1990
| Any  | Artista o artistes | Àlbum              | Nominats | Ref.  |
| ---- | ------------------ | ------------------ | --- | ----- |
| 1995 | The Rolling Stones | Voodoo Lounge      | - Pearl Jam – Vs. - R.E.M. – Monster - Soundgarden – Superunknown - Neil Young i Crazy Horse – Sleeps with Angels                | [ 3 ] |
| 1996 | Alanis Morissette  | Jagged Little Pill | - Chris Isaak – Forever Blue - Pearl Jam – Vitalogy - Tom Petty – Wildflowers - Neil Young – Mirror Ball                         | [ 4 ] |
| 1997 | Sheryl Crow        | Sheryl Crow        | - Dave Matthews Band – Crash - No Doubt – Tragic Kingdom - Bonnie Raitt – Road Tested - Neil Young i Crazy Horse – Broken Arrow  | [ 5 ] |
| 1998 | John Fogerty       | Blue Moon Swamp    | - Aerosmith – Nine Lives - Foo Fighters – The Colour and the Shape - The Rolling Stones – Bridges to Babylon - U2 – Pop          | [ 6 ] |
| 1999 | Sheryl Crow        | The Globe Sessions | - Dave Matthews Band – Before These Crowded Streets - John Fogerty – Premonition - Garbage – Version 2.0 - Hole – Celebrity Skin | [ 7 ] |

### Dècada del 2000
| Any  | Artista o artistes    | Àlbum                                     | Nominats | Ref.   |
| ---- | --------------------- | ----------------------------------------- | --- | ------ |
| 2000 | Santana               | Supernatural                              | - Melissa Etheridge – Breakdown - Limp Bizkit – Significant Other - Red Hot Chili Peppers – Californication - Tom Petty and the Heartbreakers – Echo | [ 8 ]  |
| 2001 | Foo Fighters          | There Is Nothing Left to Lose             | - Bon Jovi – Crush - Matchbox Twenty – Mad Season - No Doubt – Return of Saturn - Rage Against the Machine – The Battle of Los Angeles               | [ 9 ]  |
| 2002 | U2                    | All That You Can't Leave Behind           | - Ryan Adams – Gold - Aerosmith – Just Push Play - PJ Harvey – Stories from the City, Stories from the Sea - Linkin Park – Hybrid Theory             | [ 10 ] |
| 2003 | Bruce Springsteen     | The Rising                                | - Elvis Costello – When I Was Cruel - Sheryl Crow – C'mon C'mon - Robert Plant – Dreamland - Tonic – Head on Straight                                | [ 11 ] |
| 2004 | Foo Fighters          | One by One                                | - Audioslave – Audioslave - Evanescence – Fallen - Matchbox Twenty – More Than You Think You Are - Nickelback – The Long Road                        | [ 12 ] |
| 2005 | Green Day             | American Idiot                            | - Elvis Costello and the Imposters – The Delivery Man - Hoobastank – The Reason - The Killers – Hot Fuss - Velvet Revolver – Contraband              | [ 13 ] |
| 2006 | U2                    | How to Dismantle an Atomic Bomb           | - Coldplay – X&Y - Foo Fighters – In Your Honor - The Rolling Stones – A Bigger Bang - Neil Young – Prairie Wind                                     | [ 14 ] |
| 2007 | Red Hot Chili Peppers | Stadium Arcadium                          | - John Mayer Trio – Try! - Tom Petty – Highway Companion - The Raconteurs – Broken Boy Soldiers - Neil Young – Living with War                       | [ 15 ] |
| 2008 | Foo Fighters          | Echoes, Silence, Patience & Grace         | - Daughtry – Daughtry - John Fogerty – Revival - Bruce Springsteen – Magic - Wilco – Sky Blue Sky                                                    | [ 16 ] |
| 2009 | Coldplay              | Viva la Vida or Death and All His Friends | - Kid Rock – Rock n Roll Jesus - Kings of Leon – Only by the Night - Metallica – Death Magnetic - The Raconteurs – Consolers of the Lonely           | [ 17 ] |

| Any  | Artista o artistes | Àlbum                  | Nominats | Ref.   |
| ---- | ------------------ | ---------------------- | --- | ------ |
| 2010 | Green Day          | 21st Century Breakdown | - AC/DC – Black Ice - Eric Clapton i Steve Winwood – Live from Madison Square Garden - Dave Matthews Band – Big Whiskey and the GrooGrux King - U2 – No Line on the Horizon       | [ 18 ] |
| 2011 | Muse               | The Resistance         | - Jeff Beck – Emotion & Commotion - Pearl Jam – Backspacer - Tom Petty and the Heartbreakers – Mojo - Neil Young – Le Noise                                                       | [ 19 ] |
| 2012 | Foo Fighters       | Wasting Light          | - Jeff Beck – Rock 'n' Roll Party (Honoring Les Paul) - Kings of Leon – Come Around Sundown - Red Hot Chili Peppers – I'm with You - Wilco – The Whole Love                       | [ 20 ] |
| 2013 | The Black Keys     | El Camino              | - Coldplay – Mylo Xyloto - Muse – The 2nd Law - Bruce Springsteen – Wrecking Ball - Jack White – Blunderbuss                                                                      | [ 21 ] |
| 2014 | Led Zeppelin       | Celebration Day        | - Black Sabbath – 13 - David Bowie – The Next Day - Kings of Leon – Mechanical Bull - Queens of the Stone Age – ...Like Clockwork - Neil Young amb Crazy Horse – Psychedelic Pill | [ 22 ] |
| 2015 | Beck               | Morning Phase          | - Ryan Adams – Ryan Adams - The Black Keys – Turn Blue - Tom Petty and the Heartbreakers – Hypnotic Eye - U2 – Songs of Innocence                                                 | [ 23 ] |
| 2016 | Muse               | Drones                 | - James Bay – Chaos and the Calm - Death Cab for Cutie – Kintsugi - Highly Suspect – Mister Asylum - Slipknot – .5: The Gray Chapter                                              | [ 23 ] |
| 2017 | Cage the Elephant  | Tell Me I'm Pretty     | - Blink-182 – California - Gojira – Magma - Panic! at the Disco – Death of a Bachelor - Weezer – Weezer                                                                           | [ 24 ] |
| 2018 | The War on Drugs   | A Deeper Understanding | - Mastodon – Emperor of Sand - Metallica – Hardwired... to Self-Destruct - Nothing More – The Stories We Tell Ourselves - Queens of the Stone Age – Villains                      | [ 25 ] |
| 2019 | Greta Van Fleet    | From the Fires         | - Alice in Chains – Rainier Fog - Fall Out Boy – M A N I A - Ghost – Prequelle - Weezer – Pacific Daydream                                                                        | [ 26 ] |